# 大樹狂風
大樹狂風（日语：タイキブリザード），是美國出生的日本純種競賽馬匹。生涯活躍於一哩及中距離賽事，曾於1997年勝出安田紀念。

## 出賽前
1991年3月12日出生於美國肯塔基州K&Y Bloodstock，成長途中被賽馬機構兼馬匹生產牧場大樹牧場購入並引入至日本。
其後交由美浦訓練中心練馬師藤澤和雄訓練。

## 競賽生涯

### 4歲（現3歲）
1994年2月14日出戰東京競馬場4歲新馬戰，以4馬位輕鬆拋離第二的Kanetsu Cross獲勝。
其後出戰4歲500萬獎金以下條件戰，再次以輕鬆的姿態壓過第二的櫻花桂冠取勝。
3月24日出戰每日盃，比賽途中於中團位置追走，並於進入直路後開始衝刺，但仍然未能追上前方的Merci Stage獲得第二。
其後陣營原本打算安排其出戰新西蘭盃四歲錦標，但因爲腰部不安而避戰，改爲於休養後出戰7月的短波電台賞。比賽開始後，其於先頭位置推進並於第四彎道成功取得領先，可惜於最後直路和後上的Yashima Sovereign纏鬥時處於下風，最終被對方超越得第二。
完成短波電台賞後出戰道新盃、函館紀念及福島民報盃，分別獲得第四、第二及第四。

### 5歲（現4歲）
1995年首戰爲公開賽谷岳川特別，並於比賽中成功取得勝利。
5月14日出戰安田紀念，爲其首次挑戰一級賽。比賽開始後，其隨即於先頭位置追走，並於通過最後彎道後成功進佔有利位置。但於進入直路後，其勢頭減弱，最終被後上的心湖及Sakura Chitose O超越獲得第三。
其後出戰寶塚紀念，於直路上和Dantsu Seattle纏鬥但落敗，最終以頸位差距獲得第二。
夏季放草後於11月出戰富士錦標，但於其中敗給富士山獲得第二。
其後出戰日本盃及有馬紀念，分別敗給大地及摩耶重炮獲得第四及第二。

### 6歲（現5歲）
1996年首戰爲產經大阪盃，比賽途中以先行戰術穩定地推進，並於最後直路趁領放馬失速進佔第一，最終保持優勢下奪得首個分級賽冠軍。
其後出戰京王盃春季盃，於其中獲得第二。
6月9日出戰安田紀念，由於此前優勢的一哩戰績而獲得第三人氣。比賽開始後，其繼續選擇先頭戰術於前方推進，並以第四的位置通過最後彎道。進入直路後，其隨即發力加速並超越領放的菱曙，但此時大外檔的步步雷霆以更凌厲的速度衝刺，最終於對手的追擊下大樹狂風被超越，以鼻位憾負。
夏季放草後陣營決定安排其遠征加拿大，出戰育馬者盃經典大賽。然而其由於賽前有發燒症狀導致狀態不佳，最終以包尾完賽。

### 7歲（現6歲）
1997年首戰爲京王盃春季盃，並於其中以破紀錄的1分20.5秒時間奪冠。
其後第三度出戰安田紀念，並於本年度成功獲得第一人氣。比賽開始後，其於中團較後位置推進，並一直保持自身於馬群中央。進入直路後，其開始發力衝出馬群，並以凌厲的姿態追擊一早經已處於前方的真誠。最終於其爆發全場第二快抹腳之下，成功以頸位贏過對手，奪得首個分級賽冠軍。
7月6日出戰寶塚紀念，雖然以領先的姿態進入直路，但其後被美麗週日、吹波糖及舞伴超越，以第四的成績完賽。
秋季陣營再度安排其遠征，出戰10月18日的橡樹育馬者盃一哩錦標，於其中獲得第三。
其後繼續於美國出戰育馬者盃經典大賽，雖然於比賽開始後處於終端，但始終未能於直路上進一步加速，最終以第六名落敗。
回國後其經過挑戰於12月21日出戰有馬紀念，但於直路上失速獲得第九。
其後陣營考慮其年齡，決定安排其退役。

### 競賽生涯
| 日期       | 舉辦國家 | 馬場     | 距離   | 級別 | 賽事名稱             | 負重 | 騎師     | 馬號 | 出馬 | 名次 | 時間     | 頭馬（二馬）      |
| ---------- | -------- | -------- | ------ | ---- | -------------------- | ---- | -------- | ---- | ---- | ---- | -------- | ----------------- |
| 14/2/1994  | 日本     | 東京     | 泥1400 |      | 4歲新馬              | 55   | 坂本勝美 | 14   | 14   | 1    | 1:25.3   | （Kanetsu Cross） |
| 6/3/1994   | 日本     | 中山     | 泥1800 |      | 4歲500萬獎金以下     | 55   | 岡部幸雄 | 4    | 7    | 1    | 1:54.0   | （櫻花桂冠）      |
| 27/3/1994  | 日本     | 阪神     | 草2000 | GIII | 每日盃               | 55   | 坂本勝美 | 1    | 15   | 2    | 2:01,1   | Merci Stage       |
| 3/7/1994   | 日本     | 福島     | 草1800 | GIII | 短波電台賞           | 55   | 岡部幸雄 | 6    | 12   | 2    | 1:49.7   | Yashima Sovereign |
| 30/7/1994  | 日本     | 札幌     | 草1800 | OP   | 道新盃               | 53   | 岡部幸雄 | 7    | 8    | 4    | 1:48.5   | Wako Chikako      |
| 21/8/1994  | 日本     | 札幌     | 草2000 | GIII | 函館紀念             | 54   | 岡部幸雄 | 5    | 14   | 2    | 2:02.1   | Wako Chikako      |
| 9/10/1994  | 日本     | 福島     | 草2000 | OP   | 福島民報盃           | 55   | 坂本勝美 | 7    | 11   | 4    | 1:59.4   | Yashima Sovereign |
| 23/4/1995  | 日本     | 福島     | 草1800 | OP   | 谷川岳錦標           | 55   | 坂本勝美 | 2    | 14   | 1    | 1:48.8   | （A.P.Dragon）    |
| 14/5/1995  | 日本     | 東京     | 草1600 | GI   | 安田記念             | 57   | 岡部幸雄 | 7    | 18   | 3    | 1:33.3   | 心湖              |
| 4/6/1995   | 日本     | 京都     | 草2200 | GI   | 寶塚紀念             | 56   | 岡部幸雄 | 9    | 17   | 2    | 2:10.3   | Dantsu Seattle    |
| 12/11/1995 | 日本     | 東京     | 草1800 | OP   | 富士錦標             | 57   | 坂本勝美 | 5    | 9    | 2    | 1:47.7   | 富士山            |
| 26/1//1995 | 日本     | 東京     | 草2400 | GI   | 日本盃               | 57   | 岡部幸雄 | 9    | 14   | 4    | 2:24.8   | 大地              |
| 24/12/1995 | 日本     | 中山     | 草2500 | GI   | 有馬記念             | 57   | 坂本勝美 | 2    | 12   | 2    | 2:33.9   | 摩耶重炮          |
| 31/3/1996  | 日本     | 阪神     | 草2000 | GII  | 產經大阪盃           | 57   | 岡部幸雄 | 10   | 12   | 1    | 2:00.7   | （Inter Unique）  |
| 11/5/1996  | 日本     | 東京     | 草1400 | GII  | 京王盃春季盃         | 58   | 岡部幸雄 | 15   | 15   | 2    | 1:21.2   | 心湖              |
| 9/6/1996   | 日本     | 東京     | 草1600 | GI   | 安田記念             | 58   | 岡部幸雄 | 8    | 17   | 2    | 1:33.1   | 步步雷霆          |
| 26/10/1996 | 加拿大   | 活拜     | 泥2000 | GI   | 育馬者盃經典大賽     | 57.1 | 岡部幸雄 | 2    | 13   | 13   | 紀錄缺失 | Alphabet Soup     |
| 10/5/1997  | 日本     | 東京     | 草1400 | GII  | 京王盃春季盃         | 58   | 岡部幸雄 | 14   | 16   | 1    | 1:20.5   | （Osumi Max）     |
| 8/6/1997   | 日本     | 東京     | 草1600 | GI   | 安田記念             | 58   | 岡部幸雄 | 10   | 18   | 1    | 1:33.8   | （真誠）          |
| 6/7/1997   | 日本     | 阪神     | 草2200 | GI   | 寶塚紀念             | 58   | 岡部幸雄 | 11   | 12   | 4    | 2:12.1   | 美麗週日          |
| 19/10/1997 | 美國     | 聖雅尼塔 | 草1600 | GIII | 橡樹育馬者盃一哩錦標 | 54   | 岡部幸雄 | 8    | 8    | 3    | 紀錄缺失 | Fantastic Fellow  |
| 8/11/1997  | 美國     | 荷李活園 | 泥2000 | GI   | 育馬者盃經典大賽     | 57.1 | 岡部幸雄 | 4    | 9    | 6    | 紀錄缺失 | 溜走              |
| 21/12/1997 | 日本     | 中山     | 草2500 | GI   | 有馬記念             | 56   | 羅拔時   | 10   | 16   | 9    | 2:36.7   | 御用律師          |

## 退役后
退役後，大樹狂風成爲了配種馬，於北海道門別町（今日高町）育馬者Stallion Station及北海道靜內町（今新日高町）Lex Stud輪流休養，在1998年進行配種。首批子嗣於1999年出生。首批子嗣可於2001年出賽。9月22日，Yamano Blizzard在札幌兩歲錦標取勝，成爲首匹在分級賽取勝的子嗣。
2005年由配種馬退役，被轉移至與育馬者Stallion Station同町的日高肯塔基牧場進行養老生活。
2009年1月於上述地點因經營不善關閉後被轉移至鹿兒島縣湧水町Horse Trust繼續進行養老生活。
2014年8月18日於養老地因胃部破裂死亡，享年23歲。

### 主要子嗣

#### 分級賽優勝子嗣
1999年生
- Yamano Blizzard（札幌兩歲錦標）

## 血統簡介
父系西雅圖迴旋爲美國賽駒，生涯戰績極佳，爲美國三冠馬，退役後之配種成績亦非常出色，爲世界著名種馬之一。祖父Bold Reasoning亦爲美國賽駒，生涯戰績不俗，曾勝出八場頭馬。
母系Tree of Knowledge爲愛爾蘭賽駒，生涯戰績不佳僅得一勝。外祖父Sassafras爲法國賽駒，生涯戰績優秀，曾於1970年勝出凱旋門大賽。

### 血統表
| 父線：西雅圖迴旋系（勇者帝王系）          |                                 |                |                |
| 種馬 西雅圖迴旋 1974年（深棗色）          | Bold Reasoning 1968年（深棗色） | Boldnesian     | 勇者帝王       |
| 種馬 西雅圖迴旋 1974年（深棗色）          | Bold Reasoning 1968年（深棗色） | Boldnesian     | Alanesian      |
| 種馬 西雅圖迴旋 1974年（深棗色）          | Bold Reasoning 1968年（深棗色） | Reason to Earn | Hail to Reason |
| 種馬 西雅圖迴旋 1974年（深棗色）          | Bold Reasoning 1968年（深棗色） | Reason to Earn | Sailing Home   |
| 種馬 西雅圖迴旋 1974年（深棗色）          | My Charmer 1969年（棗色）       | Poker          | 圓桌武士       |
| 種馬 西雅圖迴旋 1974年（深棗色）          | My Charmer 1969年（棗色）       | Poker          | Glamour        |
| 種馬 西雅圖迴旋 1974年（深棗色）          | My Charmer 1969年（棗色）       | Fair Charmer   | Jet Action     |
| 種馬 西雅圖迴旋 1974年（深棗色）          | My Charmer 1969年（棗色）       | Fair Charmer   | Myrtle Charm   |
| 繁殖雌馬 Tree of Knowledge 1977年（棗色） | Sassaftas 1967年（棗色）        | Sheshoon       | Precipitation  |
| 繁殖雌馬 Tree of Knowledge 1977年（棗色） | Sassaftas 1967年（棗色）        | Sheshoon       | Noorani        |
| 繁殖雌馬 Tree of Knowledge 1977年（棗色） | Sassaftas 1967年（棗色）        | Ruta           | Ratification   |
| 繁殖雌馬 Tree of Knowledge 1977年（棗色） | Sassaftas 1967年（棗色）        | Ruta           | Dame d'Atour   |
| 繁殖雌馬 Tree of Knowledge 1977年（棗色） | Sensibility 1971年（棗色）      | Hail to Reason | Turn-to        |
| 繁殖雌馬 Tree of Knowledge 1977年（棗色） | Sensibility 1971年（棗色）      | Hail to Reason | Nothirdchance  |
| 繁殖雌馬 Tree of Knowledge 1977年（棗色） | Sensibility 1971年（棗色）      | Pange          | King's Bench   |
| 繁殖雌馬 Tree of Knowledge 1977年（棗色） | Sensibility 1971年（棗色）      | Pange          | York Gala      |
| 雌系：號族：3-h                           |                                 |                |                |
| 五代內近親交配：Hail to Reason 4×3        |                                 |                |                |

## 命名由來
名字中，Taiki（タイキ）是馬主大樹牧場冠名，來自其牧場名字，而此名字則來自其總部所處位置北海道大樹町，Blizzard（ブリザード）則是暴風雪，香港則取其意思，翻譯为「狂風」。

## 外部連結
- 大樹狂風 netkeiba.com （页面存档备份，存于）
- 血統表 （页面存档备份，存于）